# Тар (притока Карадар'ї)
Тар (кир. Тар суу) — річка в Кара-Кульджинському районі Ошської області Киргизстану, ліва складова Карадар'ї. Довжина 147 км, площа басейну 3840 км. Річка бере початок у південно-західних схилах Ферганського та у північних схилах Алайкууйського хребта. Утворюється злиттям річок Ой-тал та Алай-куу. Середньорічна витрата води 46,7 м³/с., найбільша 248 м³/с (червень), найменша 8,19 м³/с (січень). Повінь у червні-липні.
1. 1 2  GEOnet Names Server — 2018.